# Evelyn Finger
Evelyn Finger (* 1971 in Halle (Saale)) ist eine deutsche Journalistin.

## Leben
Evelyn Finger studierte Germanistik und Anglistik und schloss ihr Studium in Literatur- und Sprachwissenschaft an der Universität Halle-Wittenberg ab. Sie schrieb für verschiedene Tageszeitungen, vor allem zum Thema Theater. Im Jahr 2001 kam sie zur Wochenzeitung Die Zeit. Zunächst war sie im Ressort ‚Literatur‘ tätig, später auch in den Ressorts ‚Leben und Reise‘. Von 2004 bis März 2010 war sie Redakteurin im Feuilleton und schrieb über Tanz, Literatur, Kulturpolitik und Geschichtsaufarbeitung. 2010 richtete sie ein Ressort für Religion, Ethik und Philosophie mit dem Titel ‚Glauben und Zweifeln‘ ein, das sie seitdem leitet.
In der Kolumne Mutige Passagiere rief sie 2013 zu einem „Aufstand des Gewissens“ gegen das deutsche Asylrecht auf. In einem Artikel in Die Zeit von 2014 zum Thema Gewaltfotos aus dem Irak kam sie zu dem Schluss: „Ohne die Erkenntnis dessen, was der IS ist, bleiben die Menschen im Irak allein und dem Grauen ausgeliefert. Deshalb sollten wir die Bilder des Grauens anschauen. Einige wenigstens.“
Am 10. Juli 2024 verlieh die Evangelisch-Theologische Fakultät der Universität Münster Evelyn Finger die Ehrendoktorwürde.

## Publikationen
- Und wenn ich nicht mehr leben möchte: Sterbehilfe in Deutschland. adeo Verlag 2015, ISBN 978-3-641-18178-9 (eingeschränkte Vorschau)
- Das elfte Gebot. Über Religion lässt sich in der Demokratie gut streiten. In: Stefana Sabin, Helmut Ortner (Hrsg.): Politik ohne Gott: wie viel Religion verträgt unsere Demokratie?. zu Klampen Verlag 2014, ISBN 978-3-86674-405-9 S. 25–33. (eingeschränkte Vorschau)
- Der große Kulturführer Band 3, Schauspiel. Zeitverlag Bucerius 2008, ISBN 978-3-411-14853-0